# Show Luo
Show Luo (nome d'arte di 羅志祥T, 罗志祥S; Keelung, 30 luglio 1979) è un cantante, ballerino, attore e showman taiwanese.
Noto altresì col soprannome di Xiao Zhu (小豬S, lett. "piccolo maiale"), per via della sua carnagione scura e del leggero sovrappeso in età adolescenziale, e Asia's Dance King, grazie alle sue doti di ballerino. Nel 2013 ha ricevuto l'MTV Europe Music Award al miglior artista taiwanese.

## Discografia

### Album
| N° album | Titolo                     | informazioni                                                    |
| -------- | -------------------------- | --------------------------------------------------------------- |
| 1º       | Show Time                  | Pubblicato: 5 dicembre 2003 Etichetta: Avex Taiwan              |
| 2º       | 达人Show 'Expert Show'     | Pubblicato: 22 ottobre 2004 Etichetta: Avex Taiwan              |
| 3º       | 催眠 Show 'Hypnosis Show'  | Pubblicato: 21 ottobre 2005 Etichetta: Avex Taiwan              |
| 4º       | Speshow                    | Pubblicato: 17 novembre 2006 Etichetta: Avex Taiwan             |
| 5º       | 舞所不在 'Show your dance' | Pubblicato: 16 novembre 2007 Etichetta: EMI                     |
| 6º       | 潮男正傳 'Trendy man'      | Pubblicato: 2 dicembre 2008 Etichetta: Gold Typhoon Music       |
| 7º       | 羅生門 'Rashomon'          | Pubblicato: 22 dicembre 2009 Etichetta: Gold Typhoon Music      |
| 8º       | 獨一無二 'Only for you'    | Pubblicato: 28 gennaio 2011 Etichetta: Gold Typhoon Music       |
| 9º       | 有我在 'Good Show'         | Pubblicato: 21 marzo 2012 Etichetta: Gold Typhoon Music         |
| 10º      | 獅子吼 'Lion Roar'         | Pubblicato: 8 novembre 2013 Etichetta: Sony Music Entertainment |

| N° album | Titolo   | informazioni                                         |
| -------- | -------- | ---------------------------------------------------- |
| 1º       | The Show | Pubblicato: 19 settembre 2012 Etichetta: Pony Canyon |

### Single
| Titolo  | informazioni                                        |
| ------- | --------------------------------------------------- |
| Dante   | Pubblicato: 15 febbraio 2012 Etichetta: Pony Canyon |
| Magic   | Pubblicato: 20 giugno 2012 Etichetta: Pony Canyon   |
| Fantasy | Pubblicato: 12 febbraio 2014 Etichetta: Pony Canyon |

## Filmografia

### Drama
| Anno | Titolo                                                 | Ruolo                                |
| ---- | ------------------------------------------------------ | ------------------------------------ |
| 2000 | 少年梁祝 'The young of Liang Shan Bo and Zhu Ying Tai' | 梁山伯 'Liang shanbo'                |
| 2003 | Hi!上班女郎 'Hi! Working girl'                         | 鄭達倫 'Cheng dalun'                 |
| 2004 | 鬥魚2 'Outsiders 2'                                    | 袁承烈 'Yuan chenglie                |
| 2007 | 轉角*遇到愛 'Corner with Love'                         | 秦朗 'Qin lang'                      |
| 2008 | 籃球火 'Hot Shot'                                      | 元大鷹 'Yuan daying'                 |
| 2009 | 海派甜心 'Hi My Sweetheart'                            | 薛海 'Xue Hai' / 林達浪 'Lin Dalang' |
| 2014 | 一男三女合租記 'Shenzhen'                              | 宋小雷 'Song Xiaolei'                |

### Film
| Anno | Titolo                                                 | Ruolo                       |
| ---- | ------------------------------------------------------ | --------------------------- |
| 1999 | 神探兩個半又二分之一之學校有鬼                         | 羅志祥 'Show Lo'            |
| 2001 | 蘋果咬一口                                             | 羅志祥 'Show Lo'            |
| 2013 | 西游·降魔篇 Journey to the West: Conquering the Demons | 空虛公子 'Emptiness prince' |

### Mini-film
| Anno | Titolo                      | Ruolo                 |
| ---- | --------------------------- | --------------------- |
| 2012 | 再一次心跳 'Heartbeat Love' | 李衛成 'Lee weicheng' |
| 2013 | 誰是你的菜                  | 羅公子                |